# Альварес де Толедо Осорио, Франсиско де Борха
Франсиско де Борха Альварес де Толедо Осорио-и-Гонзага (исп. Francisco de Borja Álvarez de Toledo Osorio y Gonzaga; 9 июня 1763, Мадрид — 12 февраля 1821, Мадрид) — испанский аристократ, политик и военный, 16-й герцог Медина-Сидония, 12-й маркиз де Вильяфранка-дель-Бьерсо и гранд Испании (1796—1821).

## Биография
Родился 9 июня 1763 года в Мадриде. Второй сын Антонио Альвареса де Толедо Осорио, 11-го маркиза Вильяфранка и 11-го маркиза Лос-Велес (1716—1773), и Марии Антонии Гонзага-и-Караччоло (1735—1801), дочери 1-го герцога Сольферино и его второй жены Джулии Караччоло, дочери принцев Санто-Буоно.
9 июня 1796 года после смерти своего старшего брата, Хосе Альвареса де Толедо Осорио, 15-го герцога Медина-Сидония (1756—1796), не имевшего потомства, Франсиско де Борха Альварес де Толедо унаследовал родовой майорат и титулы 16-го герцога Медина-Сидония, 12-го маркиза Вильяфранка-дель-Бьерсо и 12-го маркиза де Лос-Велес.
Родители избрали для него военную карьеру, оставив роль придворного за его своим старшим братом. Он начал в 1782 году сержантом Королевской пехотной гвардии, а в 1797 году дослужился до бригадного полковника полка принцессы. В 1798 году он был назначен фельдмаршалом, а в 1803 году он был призван ко двору в качестве джентльмена палаты Карлоса IV и старшего кабальеро королевы Марии Луизы Пармской.
Во время французского вторжения Франсиско де Борха удалился в свои поместья в Мурсии, в частности в замок Велес-Бланко, и носил титул маркиза Лос-Велес в качестве своего основного титула. Он был главнокомандующим и губернатором королевства Мурсия (1809—1814), судебным поверенным и заместителем в этом регионе, он присутствовал на первом заседании кортесов Кадиса от имени Высшего совета по наблюдению и защите Мурсии.
После вступления на престол короля Фернандо VII Франсиско де Борха был произведен в генерал-лейтенанты королевской армии (1816 г.) и стал капитан-генералом Мурсии (1817 г.).
В 1816 году он получил Большой крест ордена Карлоса III и был назван кавалером Ордена Золотого руна в награду за свои политические заслуги, а в 1819 году — медалью "За страдание за Отечество " — за стойкость во время Войны за независимость.
Он умер в своем дворце в Мадриде 12 февраля 1821 года.

## Брак и дети

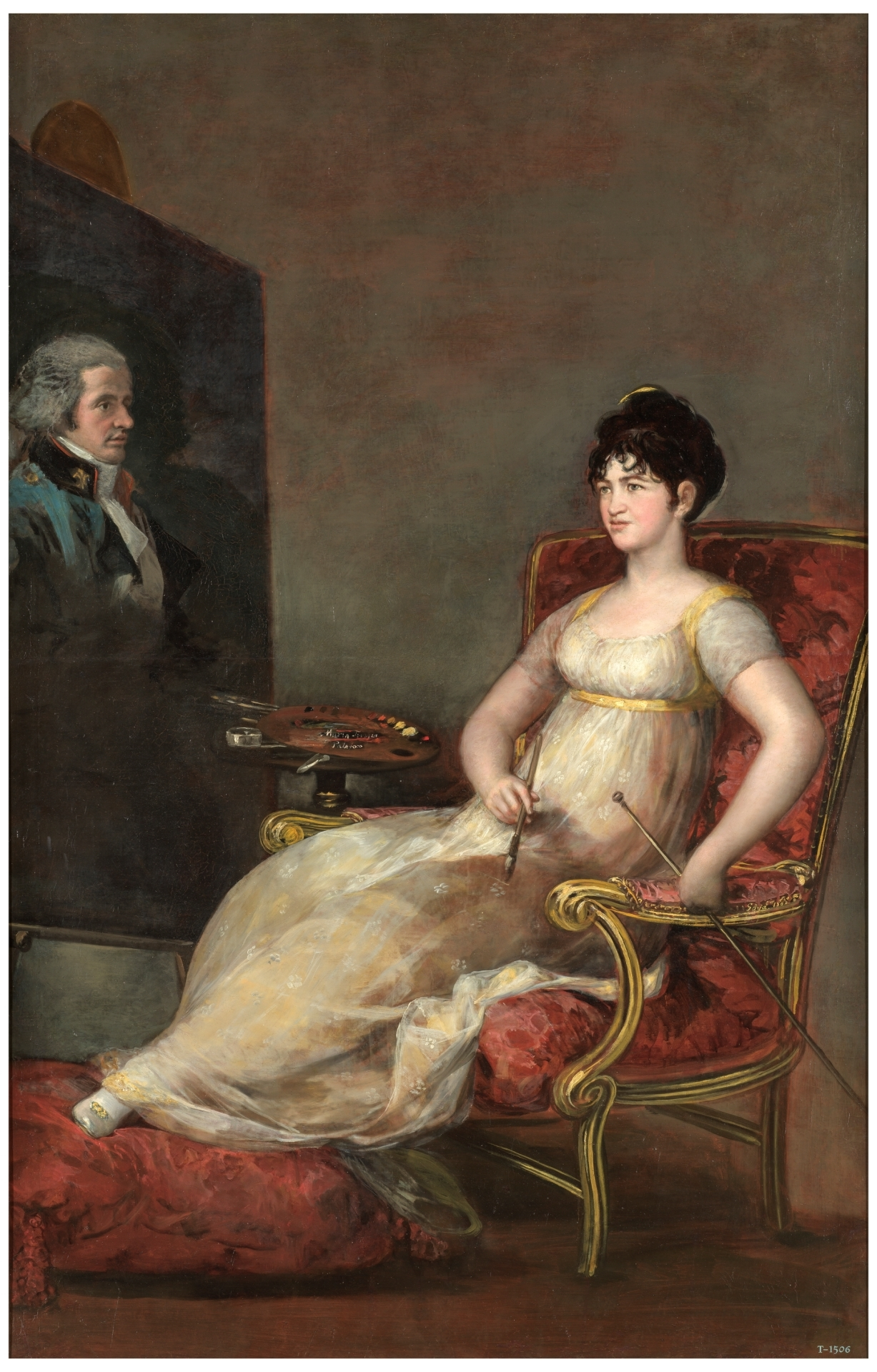
Франсиско де Гойя, Маркиза де Вильяафранка, рисующая своего мужа, 1804 год. холст, масло, 195x126 см. Музей Прадо, Мадрид

29 января 1797 года герцог Медина-Сидония женился в Мадриде, в церкви Сантос-Хусто-и-Пастор, на Марии Томасе Палафокс-и-Портокарреро (7 марта 1780 — 14 октября 1835), дочери Марии Франциски де Салес Портокарреро, 6-й графини Монтихо (1754—1808), грандессы Испании, и Фелипе де Палафоксаии Крой де Гавре (1739—1790) из семьи маркизов Аризы. У маркизов Вильяфранка было девять детей:
- Франсиско Альварес де Толедо-и-Палафокс (9 июня 1799 — 31 января 1816), герцог Фернандина как наследник дома, умер холостым в молодости.
- Мария Тереза Альварес де Толедо-и-Палафокс (1801 — 16 апреля 1866). Замужем за Хоакином Флоренсио Каверо-и-Тарасона, 6-м графом Собрадиэлем, грандом Испании.
- Педро де Алькантара Альварес де Толедо-и-Палафокс (11 мая 1803 — 10 января 1867), 17-й герцог Медина-Сидония и 13-й маркиз Вильяфранка-дель-Бьерсо, гранд Испании (с 1821). Он женился на Хоакине де Сильва-и-Тельес-Хирон из семьи маркизов Санта-Крус.
- Мария дель Росарио Томаса Альварес де Толедо-и-Палафокс (5 октября 1805 — 29 октября 1870). Жена Педро Каро-и-Саласа, 4-го маркиза Ла-Романы (? — 1855), гранда Испании.
- Луис Альварес де Толедо-и-Палафокс (1806—1809)
- Мария Франсиска Альварес де Толедо-и-Палафокс (1808—1810)
- Хосе Мария Альварес де Толедо-и-Палафокс (1 февраля 1812 — 7 января 1885), 13-й герцог Бивона. Женат на Марии дель Кармен де Акунья-и-Девитте из семьи маркизов Бедмар.
- Игнасио Альварес де Толедо-и-Палафокс (1 февраля 1812 — 1 июня 1878), 16-й граф Склафани, близнец предыдущего. Женат на своей племяннице Терезе Альварес де Толедо-и-Сильва.
- Мария Хосефа Альварес де Толедо-и-Палафокс (?-1837).

## Титулы, почести и награды
- 12-й маркиз де Вильяфранка-дель-Бьерсо, гранд Испании
- 16-й герцог Медина-Сидония, гранд Испании
- 12-й маркиз де Лос-Велес, гранд Испании
- 13-й герцог Монтальто, гранд Испании
- 11-й герцог Бивона
- 9-й герцог Фернандина
- 11-й принц Патерно
- 9-й Принц Монтальбан
- 7-й маркиз Вильянуэва де Вальдуэса
- 11-й маркиз де Молина
- 9-й маркиз де Марторель
- 24-й граф Ньебла
- 17-й граф Кальтанагета
- 18-й граф Голизано
- 13-й граф Адерно
- 15-й граф Склафани
- 19-й граф Кальтабеллотта
- 8-й граф Пенья Рамиро

## Почетные знаки отличия
- Кавалер Ордена Золотого Руна
- Кавалер Большого креста ордена Карлоса III